# 앨프리드 셔우드 로머
앨프리드 셔우드 로머(Alfred Sherwood Romer, 1894년 12월 28일 ~ 1973년 11월 5일)는 미국의 고생물학자이자 비교 해부학자이자 진화생물학의 전문가이다.